# Krajta písmenková
Krajta písmenková (Python sebae) je největší had Afriky a jeden z největších hadů světa z čeledi krajtovitých. Dorůstá délky i přes šest metrů a hmotnosti až kolem 100 kg. Běžní jedinci však měří pouze 3–4,5 metrů a váží do 55 kg. Vytváří dva poddruhy, jeden obývá střední a západní Afriku, druhý žije v jižní Africe. Jižní poddruh je obecně menší než jeho severní příbuzný. 
Had se vyskytuje v různých biotopech, od lesů až po vyprahlé pouště, obvykle však v blízkosti vodního zdroje. V období sucha se povětšinou skrývá a odpočívá. Je to masožravec, který loví různé druhy živočichů do velikosti antilopy, ale dokáže se zmocnit i jiných predátorů, např. krokodýla nebo hyeny. Krajta písmenková zabijí svou kořist uškrcením (udušením) smyčkami svého těla, ale spíše než udušením či rozdrcením je oběť usmrcena v důsledku srdeční zástavy. V období rozmnožování samice klade v průměru 20–50 vajec. Na rozdíl od většiny jiných hadů střeží své hnízdo a někdy i vylíhlá mláďata. 
Had může být člověku nebezpečný, ale k smrtelným incidentům dochází jen velmi zřídka. Mezinárodní svaz ochrany přírody hodnotí (IUCN) hodnotí druh jako téměř ohrožený, neboť čelí ztrátě životního prostředí a lovu; některé africké kultury považují hada za pochoutku, nebo je zabíjen kvůli orientální medicíně.

## Taxonomie

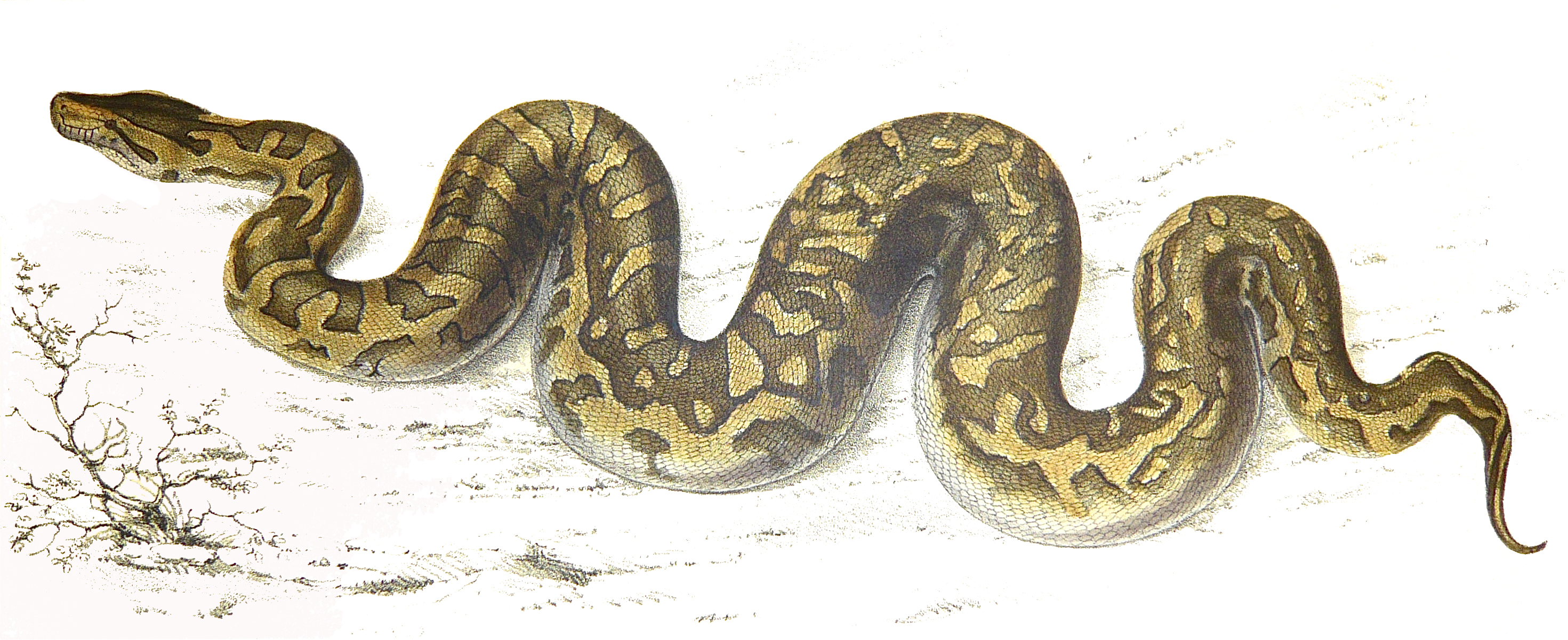
Ilustrace jihoafrického poddruhu z roku 1840 (Andrew Smith)

Krajta písmenková náleží do čeledi Pythonidae (krajty) a rodu Python (krajta), velkých a mohutných hadů škrtičů obývajících Asii, Afriku i Austrálii.
Kvůli možné hybridizaci se severní a jižní populace druhu dělí na dva poddruhy: nominotypický Python sebae sebae (severní) a Python sebae natalensis (jižní), ale některé autority toto rozdělení nepodporují a uznávají jižní populaci poddruhu za zastoupenou separátním druhem Python natalensis (možno jako krajta jihoafrická).
Podle molekulární genetické studie z roku 2008 je krajta písmenková nejbližší žijící příbuzná krajtě tygrovité původem z Indického subkontinentu.
Druh popsal německý přírodovědec Johann Friedrich Gmelin v roce 1789, původně jako Coluber sebae. O jižním poddruhu se poprvé zmínil jihoafrický zoolog ze Skotska Andrew Smith v roce 1833 a uvedl ho pod stejným latinským jménem, který známe dnes, tedy P. s. natalensis. Nicméně o sedm let později považoval subspecii za samostatný druh, který vylíčil pod názvem Hortula natalensis (1840).
Rodové jméno python je řeckého původu a v řecké mytologii byl Pýthón strašlivý šupinatý drak s hadím tělem, který žil v temné úžlabině u antického města Delfy. Druhové jméno sebae vzniklo na počest nizozemského zoologa Alberta Seby, natalensis podle oblasti v Jižní Africe v které had žije – KwaZulu-Natal.

## Areál rozšíření, habitat

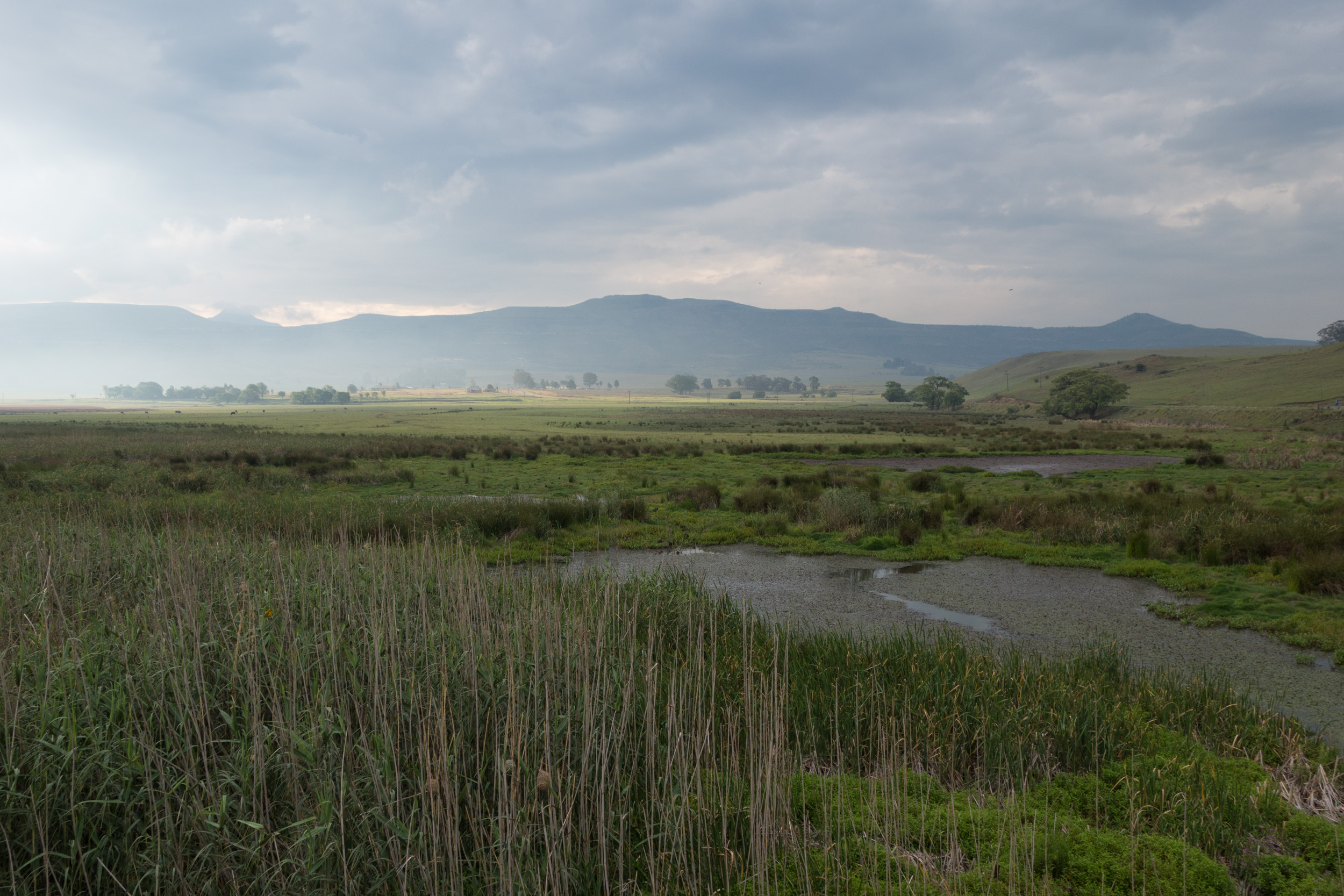
Jeden z mokřadů v Jižní Africe, typický biotop krajty písmenkové

Tento mohutný had se vyskytuje téměř v celé subsaharské Africe a obývá pestrou škálu stanovišť do nadmořské výšky až 2 300 metrů, avšak do takových výšek vystoupá jen vzácně. Často je nucen vyhledávat sušší biotopy, otevřené roviny savanového typu a řídké křoviny, ale raději má vlhké, hustě zalesněné nebo skalnaté regiony. Přednost dává také těm oblastem, které poskytují nějaký zdroj vody (různé vodní toky, mokřady, mangrovy či bažiny, příležitostně i brakické vody). 
Poměrně často, ale nenápadně, se usazuje v příměstských osadách a někdy i v hustě osídlených oblastech. Tyto krajty, které se živí výhradně menšími hlodavci nebo ptáky (krysami, kuřaty) nemívají takovou velikost, jako ty, které žijí v nedotčených oblastech a loví tak rozličné druhy živočichů.
Vytváří dva poddruhy a jednu hybridní populaci:
- Python sebae sebae (J. F. Gmelin; 1789) – severní a středozápadní Afrika (od jižní Sahary po severní Angolu a od Senegalu po Etiopii a Somálsko; obvykle teplejší oblasti, dosahuje zde větších rozměrů a má světlejší a často i pestrobarevnější tělo).[4][6]
- Python sebae natalensis (A. Smith; 1833) – jižní Afrika (od Keni, Zairu a Zambie jižně k mysu Dobré naděje; obvykle chladnější oblasti, dosahuje zde menších velikostí a mívá tmavší zbarvení).[4][6]

### Introdukce v Severní a Jižní Americe
Už před více než sto lety několik krajt písmenkových uniklo (nebo bylo záměrně vypuštěno) z chovů a dostalo se tak do floridské i jiné přírody v USA, v níž dokázaly celkem úspěšně žít. Ještě v roce 2009 se objevily důkazy ukazující na přítomnost krajt písmenkových podél západní hranice Miami sousedící s národním parkem Everglades. Šlo o nejméně čtyři exempláře (mláďata a dospělé samice) pohybující se v oblasti v okruhu asi dvou kilometrů. Další vzrostlý jedinec unikl chovateli v roce 2008. Přesná populace na Floridě nebo jinde ve státech samozřejmě není známa.
V Jižní Americe v brazilském São Paulu byli mezi lety 1995–2000 hlášeni dva uprchnuvší jedinci.

## Popis

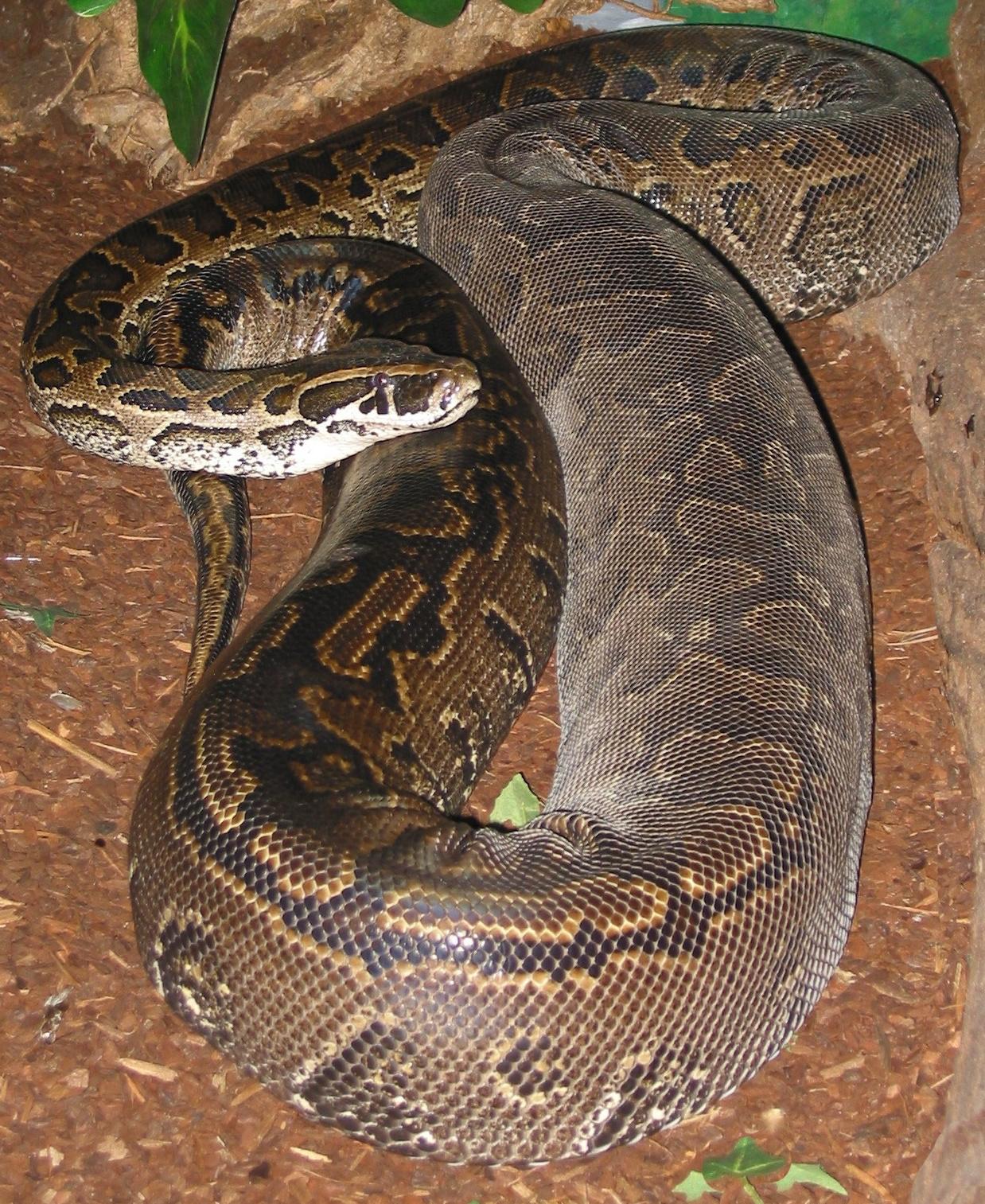
Krajta písmenková (samice)

Zbarvení krajty písmenkové je hnědé až šedohnědé s červenohnědými až černými skvrnami na zádech. Skvrny jsou od středu světlé a směrem k okrajům tmavší až černé. Podobné, pravidelné skvrny tvaru půlměsíce se táhnou i po bocích hada. Na základě této kresby připomínající egyptské hieroglyfy je v češtině pojmenovaná „písmenková“, ale například v angličtině nese jednoduchý název „african rock python“ podle oblasti výskytu a jednoho z typických biotopů. Klínovitá (trojúhelníkovitá) hlava s dvěma světlými pruhy u oka a výraznými tepelnými receptory na horní i dolní čelisti je jen nevýrazně oddělena od mohutného těla. Svými rozměry, které mohou dosahovat i přes 6 metrů, se řadí mezi šest největších hadů světa spolu s krajtou mřížkovanou, tmavou, tygrovitou, ametystovou a anakondou velkou, přičemž s anakondou jsou to dva nejhmotnější hadi.
Zřejmě největší změřený exemplář měl údajně 9,8 metru (jedinec z Pobřeží slonoviny zabitý v roce 1932), ale neexistuje dostatek zdrojů, které by tento rekord mohly doložit a potvrdit. Pokud by byl údaj považován za věrohodný, řadila by se krajta písmenková na špičku mezi všemi druhy hadů – předčila by i krajtu mřížkovanou, která je dosud pokládána za nejdelší. (Po roce 1932 však nikdy nebyl nalezen žádný had jakéhokoli druhu o délce větší než 30 stop (9,14 m). Větších rozměrů nedosáhli ani jedinci chováni v zajetí. Nicméně některé zdroje tvrdí, že v případě krajty mřížkované existují poměrně spolehlivé záznamy o téměř 10,5 m dlouhém exempláři.).
Řada jiných autorit přichází s poněkud střízlivějšími odhady: dle určitých důkazů či indicií může krajta písmenková vyrůst maximálně do délky 6–7 metrů a vážit vzácně více než 91 kg. V Gambii (nebo nedaleké Pobřeží slonoviny) byl zabit údajně až 7,5 metrů dlouhý jedinec a je to pravděpodobně autentický údaj, který je považován za rekordní. Podle publikace Jiřího Felixe měřil nejdelší jedinec krajty písmenkové nalezený v přírodě přesně 7,62 metrů.
Běžně však roste maximálně do délky okolo 4,5–5,5 m (přitom průměrně 2–4 m), obvodu cca 0,40–0,45 m a hmotnosti 30–65 kg. Do větších rozměrů rostou samice (často méně něž 8% velikostní rozdíl), ale samci mají delší ocasy – špičatý ocas tvoří 9–14 % celkové délky u samic a 11–16 % u samců. Většina spatřených hadů se nachází v „polodospělém“ stavu a mají velikost 1,7–2,5 m a váží 2,5–8 kg (samci) nebo 1,7–3,0 m a 2,5–10 kg (samice). Mláďata krajty písmenkové mají délku 0,5–0,7 m.

## Chování

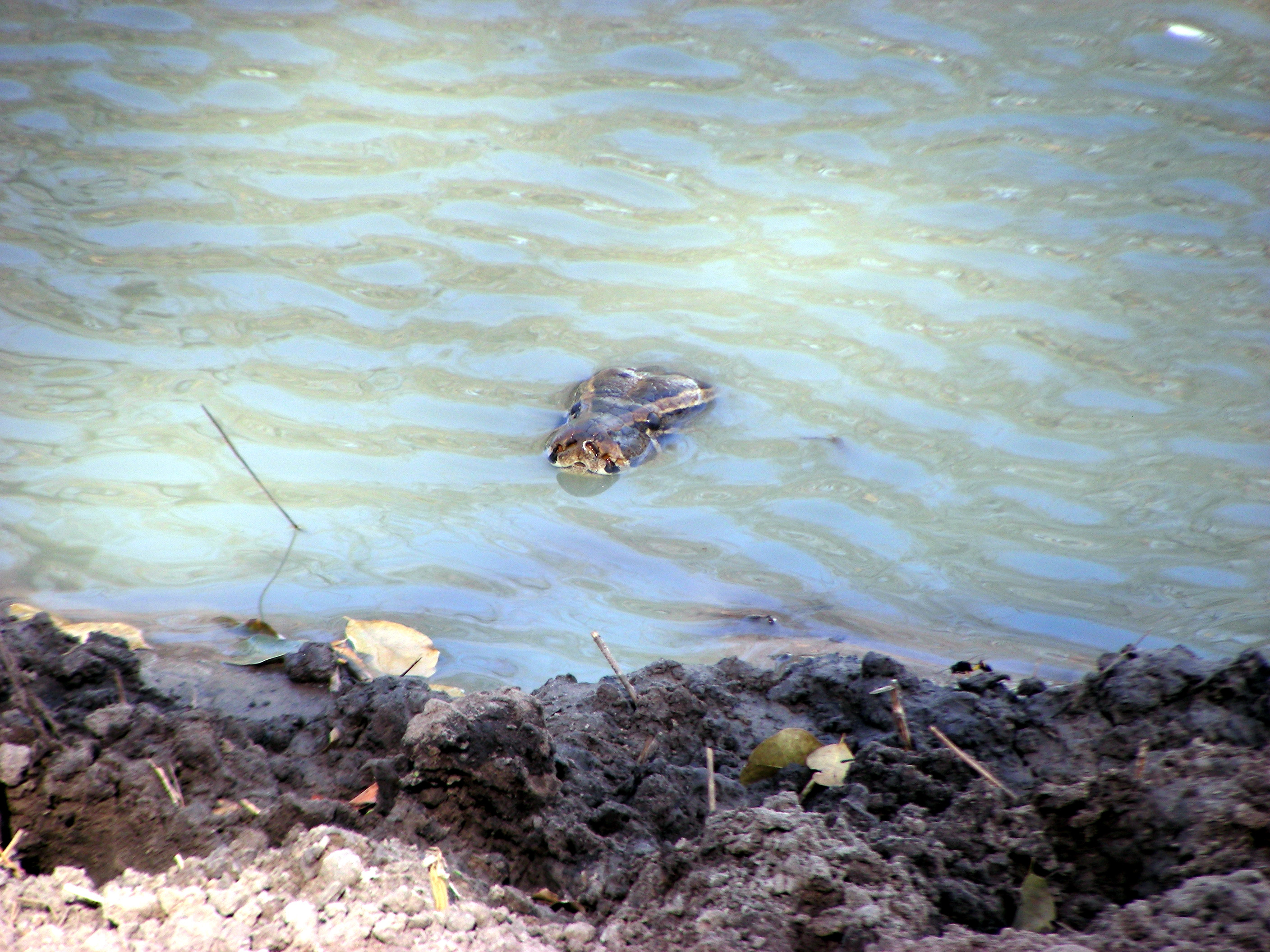
Krajta ve vodě číhající na kořist

Krajta písmenková je samotářský had, který se může toulat po teritoriu větším než 500 ha (5 km2), jindy po mnohem menším, např. od 7 do 32 ha (0,07–0,32 km2), v závislosti na podmínkách – v období sucha podniká rozsáhlejší výpravy, v období dešťů naopak. Na jihu Afriky je nejvíce aktivní v březnu (podzim) a mezi srpnem až zářím (pozdní zima); v prvním případě kvůli hyperfagii (zvýšeném apetitu po jídle) před zimou, v druhém kvůli reprodukčnímu chování. I v zimě zřídka zůstane pod zemí déle než týden. V rovníkových zónách je pravděpodobně do určité míry aktivní po celý rok, zatímco ve vyšších nadmořských výškách a v jižním mírném pásmu je během zimy relativně nečinná.
Krajta vykazuje aktivitu v kteroukoli denní hodinu. Přes noc se schovává v norách a vyleze až ráno, aby se vyhřála na slunci, přičemž doba, po kterou se vyhřívá, se liší v závislosti na velikosti hada, pohlaví a dalších faktorech. Z toho plyne, že dospělé krajty jsou aktivní obyčejně za denního světla, ale není vyloučeno, že mohou být i v noci (např. hadi žijící poblíž lidských sídel nebo v regionech s minimálním množstvím úkrytů, čímž se snaží být maximálně nenápadní). Juvenilní hadi (1,5– 2,5 m) jsou ostražitější a proto nejaktivnější za soumraku nebo po setmění. Krajty písmenkové umí dobře plavat i lézt po stromech.

## Potrava a apetyt

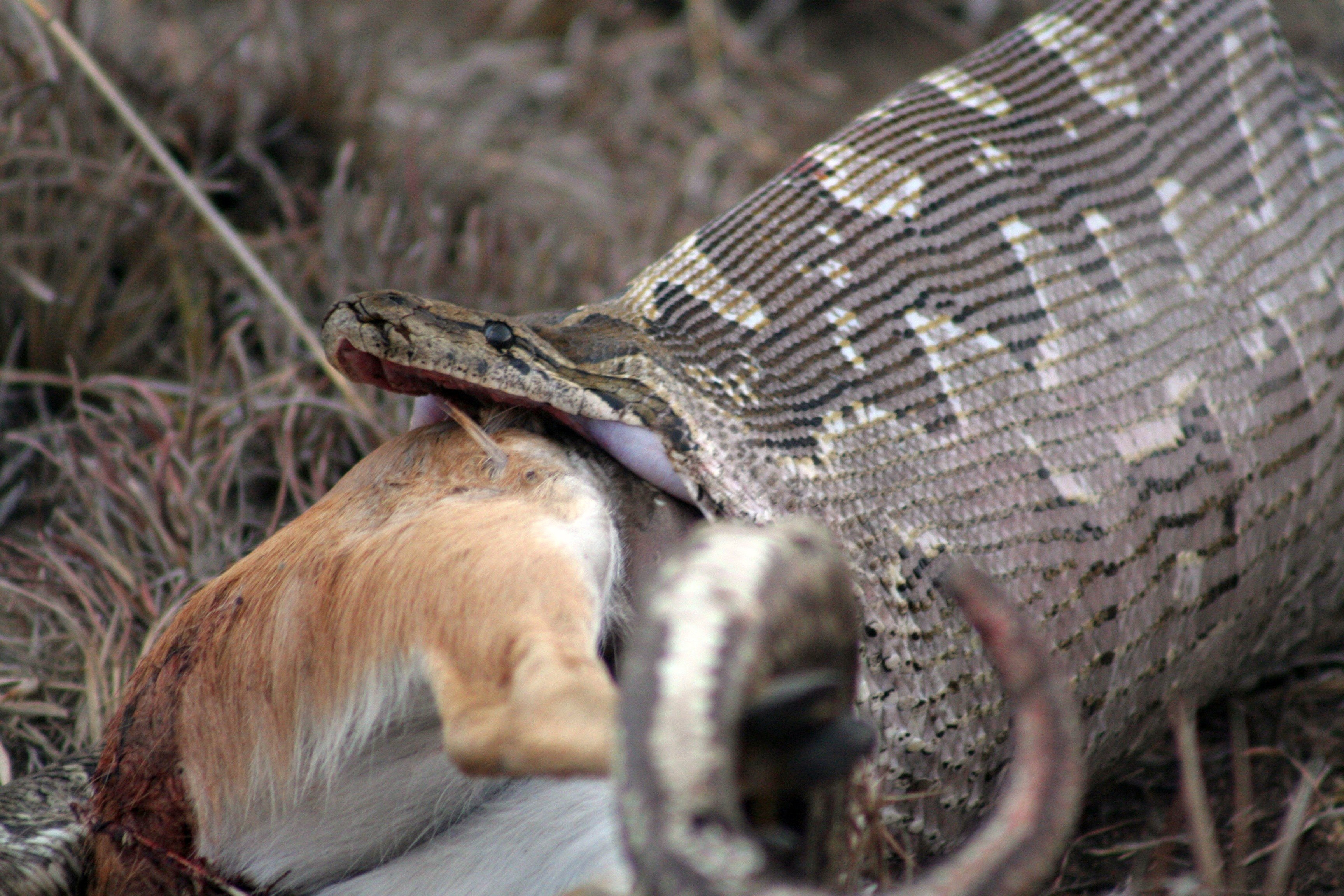
Krajta polykající antilopu

### Spektrum kořisti
Krajta písmenková je masožravec. Živí se především suchozemskými obratlovci (drobný had menšími, mohutnější většími). Její kořistí se stávají převážně krysy, potkani, ještěrky, zajíci, ptáci, netopýři či kaloni, opice, některé druhy antilop, dikobrazi, divoká prasata a další středně velcí živočichové, včetně mláďat krokodýlů a šelem (levharti, lvi, gepardi, hyeny) i jejich menší dospělí. Vzácně uchopí i nějakou tu rybu, a krajty žijící v blízkosti lidí mohou napadat domácí nebo hospodářská zvířata.
Krajta písmenková zvládne pozřít i dosti velká zvířata; např. dokázala zabít a sežrat dospělou gazelu Thomsonovu (13–16 kg), mládě vodušky kob (26 kg) nebo vzrostlou impalu (59 kg), které se zmocnil 4,8 metrů dlouhý jedinec. Ale nemusí to byt nutně jen býložravci, v roce 2017 se podařilo zachytit na video docela neobvyklou scénu, kterak krajta písmenková požírala menší samici hyeny skvrnité (50 kg).

### Lov
Dospělé krajty často jen číhají schované ve své noře, na vyvýšeném místě nebo ve vodě, a čekají, až se jakákoliv potenciální kořist přiblíží na dosah, aby se jí mohly zmocnit jediným bleskovým výpadem. Samozřejmě, pokud to situace vyžaduje, mohou potravu aktivně vyhledávat, ale tuto strategii běžně využívají juvenilní, méně zkušení jedinci. Na hlavě kolem retních štítků horní i dolní čelisti má krajta písmenková tepločivné jamky (termorecepční orgány), díky kterým přesně detekuje endotermní kořist i za úplné tmy. Zabíjí uškrcením/udušením smyčkami svého těla (zuby se zaklesne v místě kousnutí, ovine se kolem kousnuté části těla a začne škrtit), ale spíše než udušením či rozdrcením je oběť usmrcena v důsledku srdeční zástavy.

### Trávení a půst
Pokud had úspěšně spolkne svou kořist, což se ne vždy stane, trávení může trvat týdny. Doba trávení je závislá na vnější teplotě a velikosti kořisti, jako poikilotermní živočich krajta nedokáže mít stálou tělesnou teplotu a je zcela závislá na vnějších tepelných zdrojích. Obecně platí, že menší kořist je strávena rychleji nežli větší. Během dlouhého a náročného trávicího procesu je krajta zranitelná, proto se skrývá a v klidu odpočívá. Znovu aktivní začíná být obvykle až tehdy, když je s trávením kompletně hotová a vyloučí exkrementy. Uloví-li had větší potravu, nemusí „mít hlad“ i několik měsíců.
Krajty dokážou dlouho hladovět, pokud při jednom krmení přijmou enormní množství potravy. V zajetí, jsou-li delší dobu krmeni příliš intenzivně, mohou hladovět i několik měsíců, aniž by poklesla jejich hmotnost (například krajta mřížkovaná, která nepozřela potravu 270 dní, ztratila jen 12 % své hmotnosti). Jedna samice krajty mřížkované v německé zoo ve Frankfurtu vydržela bez potravy dlouhých 570 dní (1,7 let). Jiný jedinec tohoto druhu, dlouhý 6,45 m a o hmotnosti 75 kg, nepřijímal potravu plných 910 dní, a když pošel, vážil 27 kg. Krajta písmenková dokázala hladovět až 870 dní, a jeden obzvláště zdatný exemplář krajty písmenkové chovaný v zajetí nepozřel jediné sousto prý až 912 dní (2,5 roku).

## Rozmnožování, dožití

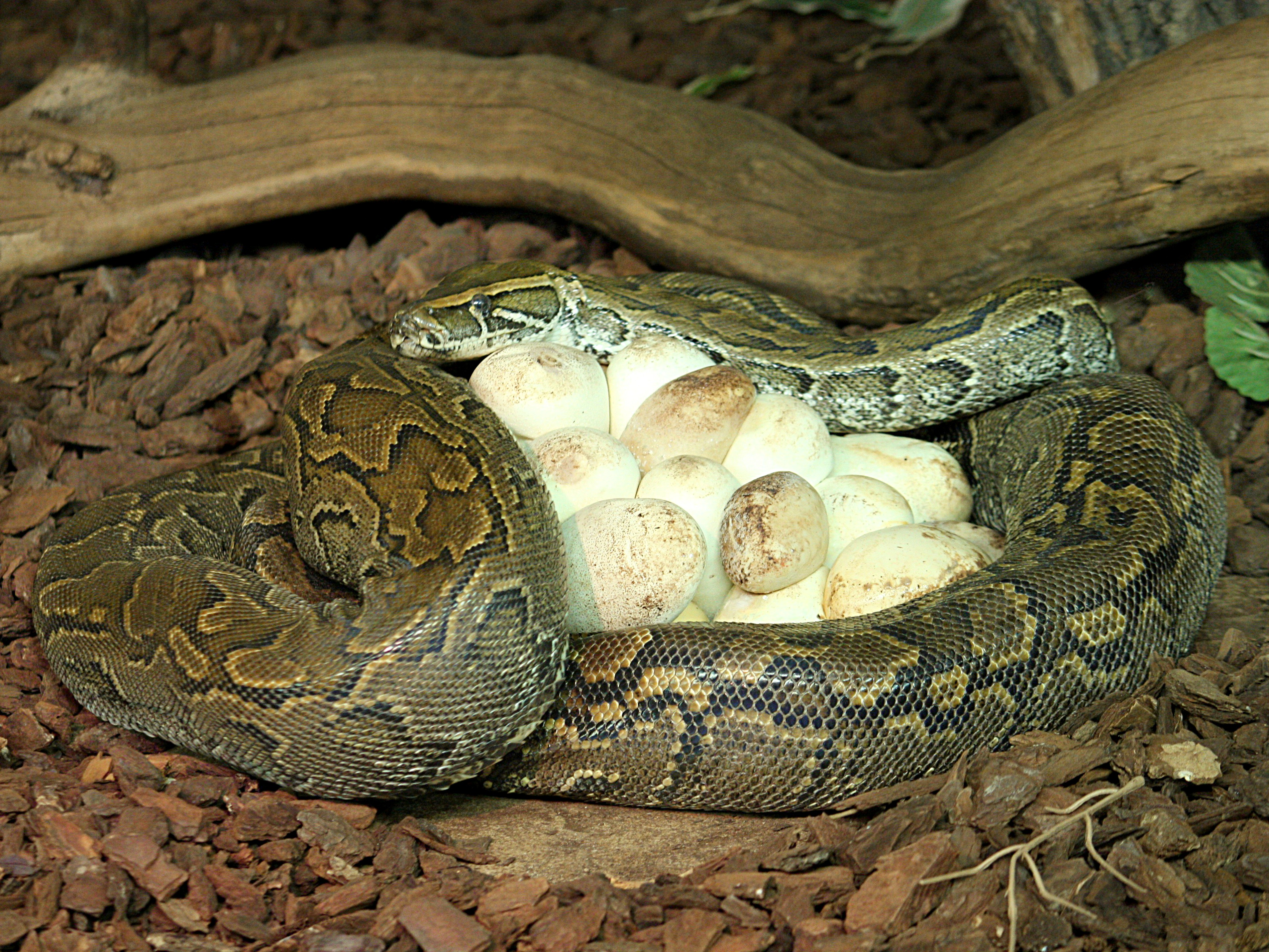
Samice zahřívá vejce

Krajta písmenková je oviparní druh, což znamená, že její mláďata se líhnou z vajec. Vzhledem k jejímu rozsáhlému areálu výskytu nastává reprodukční období v různou dobu, je tedy variabilní. V oblastech s mírnými sezónními výkyvy klimatu může k rozmnožovaní dojít prakticky kdykoliv po celý rok. 
K páření dochází obvykle v listopadu až březnu, přitom jedné samici se může dvořit 6, 7 nebo až 13 samců. Samci samice vytrvale pronásledují; jeden zkoumaný samec „naháněl“ vyhlídnutou samici i čtvrt roku (neustále se za ní plazil v okruhu dvou kilometrů). Zatímco v zajetí může k soubojům mezi samci dojít, v přírodě nebyl žádný souboj o družku zdokumentován. Po páření se hadi rozdělí a stávají se opět samotáři.
Zhruba za tři měsíce od kopulace (v zajetí může gestační období trvat od 30 do 120 dní) samice klade asi 20–100 oválných až subeliptických vajec (podle její velikosti a podmínek obecně, v průměru cca 20–50), která uloží do dutiny ve stromě, opuštěného termitiště nebo savčí nory, ale pokud vhodnější úkryty nejsou k dispozici, postačí i hustá tráva, vzrostlý keř nebo hromada listí. Každé z vajec váží 130–170 g, má průměr 100 mm (rozměr cca 90 × 160 mm, ale může být i menší např. 58–79 mm dlouhé), pří prvním snesení jsou měkká a po vzoru mnohých krajt je samice zahřívá vlastním tělem. Pro jihoafrické krajty písmenkové je typické nahnědlé zbarvení, které jim zajištuje dokonalé maskování. V období rozmnožování však nápadně tmavne a brzy mají kůži skoro černou. Takové tělo se přes den snadněji prohřívá a za chladných nocí tak díky tomu lépe zahřejí své snůšky. Ztmavlé krajty mají ve srovnání s jinými samicemi bez potomků průměrnou tělesnou teplotu vyšší o 5 °C. Matčino reprodukční úsilí je tak značné, že může ztratit více než polovinu své tělesné hmotnosti, neboť během až šestiměsíčního období chovného cyklu, než se mláďata vylíhnou, nepozře samice krajty písmenkové jediné sousto a energii a živiny čerpá z tělních zásob (přes den vyleze maximálně jen před hnízdo a vyhřívá se). Nevzdaluje se ani proto, aby se napila, ačkoliv některé zdroje tvrdí, že na tuto krátkou chvíli hnízdo občas opustí a dostane tak do sebe alespoň nějaké tekutiny. Nejedna samice pečuje o snůšku tak vytrvale a s takovým fyzickým vypětím, až sama zahyne, neboť si už nedokáže obstarat potravu. O náročnosti mateřství výmluvně svědčí i skutečnost, že samice klade vejce jednou za dva nebo tři roky.

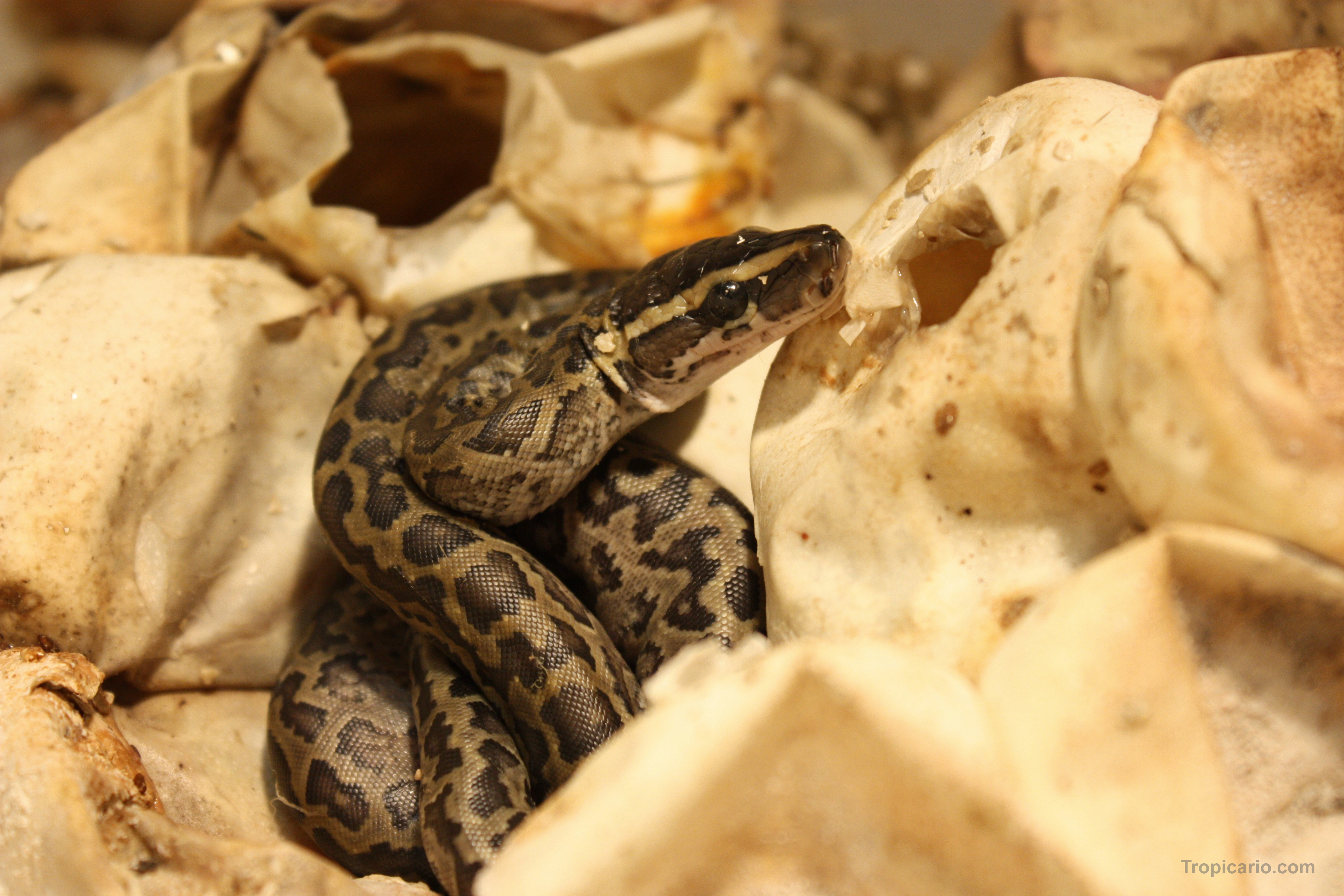
Čerstvě vylíhlý jedinec

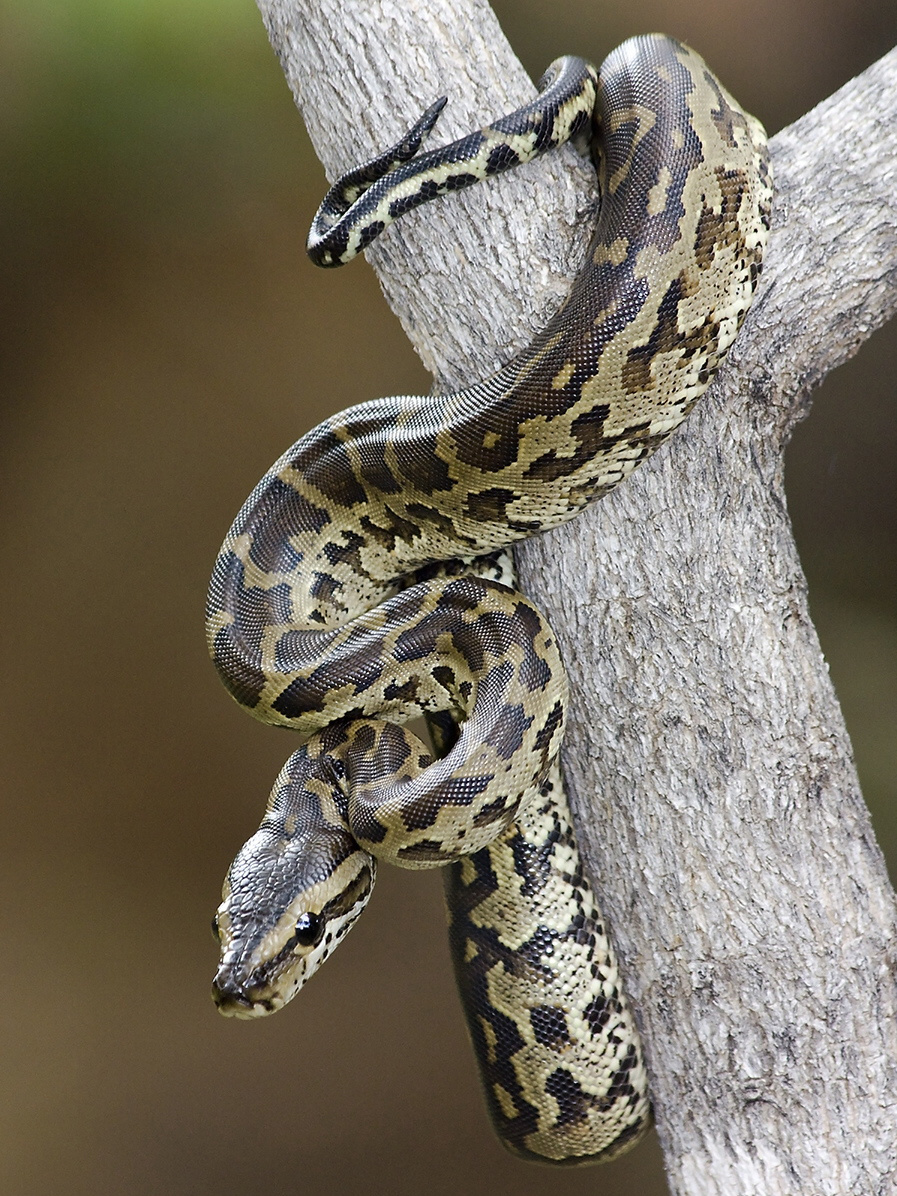
Mladý jedinec

Mláďata se líhnou při inkubační teplotě 25–27 °C za 100 dní nebo při 30–32 °C za 60–80 dní, průměrně asi za 65 dní. Delší inkubační období spojené s nižšími teplotami zapříčiní jednak více úmrtí (méně hadů se vylíhne), jednak nižší kondici narozených mláďat. Ta jsou kolem 65 cm dlouhá, váží 70–140 g a ihned po prvním svlečení, asi po 10 dnech života, podnikají lovy na drobné savce a ptáky. Do doby, kdy mláďata ještě vstřebávají zbytky žloutku, je jejich matka stále s nimi (prvních až 14 dní). Z pozorování v zajetí bylo zjištěno, že mláďata krajty písmenkové rostou velmi rychle, cca 70,5 mm za měsíc; had z 0,53 m do 5,18 m vyrostl za 5,5 roku. To proto, aby se dostala z kritické fáze, kdy jsou ohrožena predátory. Avšak v optimálních podmínkách (téměř šitých na míru s pravidelným přísunem potravy apod.) se hadům žije/roste úplně jinak, nežli v divoké přírodě, takové údaje je tedy potřeba brát se rezervou a nelze je příliš porovnávat. Pohlavní dospělosti dosahují ve 3–5 letech (v zajetí i ve 2), pářit se začínají přibližně ve velikosti těsně přes 2 metry (někteří samci už při velikosti 1,8 m, samice často až při délce 2,7 m).
Přesné informace o průměrném a maximálním věku volně žijících jedinců nejsou známy, dožívají se pravděpodobně asi 10–15 let. Nicméně podle růstové křivky by největší hadi mohli dosáhnout věku 20 let (jedinci dlouzí okolo šesti metrů), patrně i 40 let (jedinci s délkou sedmi a více metrů) a teoreticky by se tedy mohli dožít třeba až 50 let. Had totiž roste prakticky celý život, avšak v pozdějším věku se růst podstatně zpomaluje. V zajetí, v zoo v San Diegu, se krajta písmenková dožila 27 let, 4 měsíců a 20 dní.

## Nepřátelé, hrozby
Dospělé krajty písmenkové mají jen málo přirozených nepřátel, kvůli své velikosti. Zranitelnější jsou pouze během dlouhého trávení potravy. Převážně mladé jedince mohou ulovit promyky, mangusty, surikaty, krokodýli, hyeny, psi hyenovité, medojedi kapští a jiní dospělí hadi. Na obranu mladé krajty využívají svůj odlišně zbarvený (resp. vzorovaný) ocas, kterým upoutají pozornost, aby se predátor nezaměřil na jejich hlavu. Někdy se „predátorem“ stane samotná kořisti; je znám případ, kterak se prase bradavičnaté dokázalo ubránit a zabít 3,66 m dlouho krajtu. V rezervaci v Gambii několikrát došlo k predaci ze stran krokodýlu nilských, kteří zde zabili a zkonzumovali nejméně šest krajt písmenkových. Nicméně největším nepřítelem je člověk, který je loví pro kůži a maso (někde i kvůli orientální medicíně), a v důsledku rostoucí populace lidí a ropnému průmyslu přicházejí o životní prostor.

## Ochrana
Krajta písmenková je stále poměrně běžná v mnoha regionech Afriky, v některých oblastech je ale vzácnější, než dříve. Z tohoto důvodu je uvedena v úmluvě CITES v příloze II. (mezinárodní obchod je/měl by být pečlivě sledován a kontrolován) a v některých zemích, např. v Jihoafrické republice, je chráněná. Vyskytuje se také v řadě chráněných oblastí, jako je národní park Serengeti v Tanzanii, který je zapsán na seznamu světového dědictví UNESCO.

## Útoky na člověka
Krajty písmenkové se lidem pokud to jde vyhýbají. I když se k nim člověk dostane na dosah, obvykle se hadi snaží utéct do úkrytu nebo do vody. Brání se až v případě, kdy jsou zahnání do kouta. Pak dokážou velmi obratně zaútočit, a to tak, že opakovaně kousají dlouhými předními zuby. Protože je přirozenou reakcí kousnutého ucuknutí, a je-li skousnutí hada a ucuknutí současné, může tím způsobit hluboké tržné rány. Člověka navíc může nakazit nebezpečnou infekcí. Škrtí většinou jen v případě, když oběť považují za kořist, avšak i při obraně může dojít k obtočení nepřítele smyčkami těla. Ve volné přírodě k útokům prakticky nedochází, protože jedinci, kteří se do kontaktu s člověkem dostanou, nebývají větší než 1,7–3 metry (tedy převážně mladiství) a jak již bylo zmíněno, před nebezpečím se raději odplazí pryč.
Jeden z posledních doložených případů je znám z roku 1979, kdy vzrostlá 4,5 m dlouhá krajta uškrtila a chtěla sežrat 13letého chlapce v obci Waterberg v Jihoafrické republice. V roce 2002 více než 6 metrů dlouhý jedinec, pravděpodobně krajty písmenkové, zabil a pozřel 10letého chlapce v provincii KwaZulu-Natal nedaleko města Durban.
Častěji snad k incidentům s fatálními následky dochází v domácích chovech, u chovatelů, kteří buďto podcení sílu a divokost tohoto zvířete, nebo přecení své vlastní schopnosti či možnosti. Jeden takový se udál např. v roce 2017, kdy 31letého chovatele (i přes jeho 16leté zkušenosti) zabila jeho 2,4 m velká krajta písmenková. Co se přesně odehrálo, nebo proč had zaútočil nebylo známo.

## Chov v zajetí
Pro chov krajty písmenkové je nutné povolení. Vzhledem ke své agresivitě a kousavosti ji nelze doporučit pro chov v bytech a její chov by měl být omezen na zkušené teraristy a kompetentní pracoviště. Všeobecně se má zato, že tento had je nejagresivnější ze všech krajt, takže může kousnout. Ani mláďata odchovaná v zajetí na tom nebývají až na výjimky o mnoho lépe.
Tak jako všichni velcí hadi, potřebuje i krajta písmenková velké, dobře zajištěné terárium, jehož délka by měla tvořit alespoň polovinu délky chovaného hada. Jako substrát můžeme použít např. směs písku a štěrku, nebo zvolit tzv. sterilní chov, kdy podlahu terária tvoří dřevěný rošt, nebo jiný hladký a omyvatelný materiál. Nezbytná je bytelná a velká vodní nádrž, kterou krajta písmenková často navštěvuje, nebo kontrolovatelné úkryty. Teplotu udržujeme na 25–32 °C přes den, v noci můžeme nechat klesnout teplotu až k 18 °C. Jedinci z přírody – zvláště z jihu Afriky by měli 2–4 měsíce zimovat. Jako potrava se podává myš, krysa nebo drůbež.
Dospělé hady můžeme k páření stimulovat snížením teploty asi na 22 °C a zkrácením dne na 8–10 hodin při častém, ale jemném rosení.